# Саїм Осман Карахан
Саїм Осман Карахан (тур. Saim Osman Karahan; (5 лютого 1939 , Констанца  — 23 квітня 2015 , Стамбул )) — турецький мовознавець, перекладач і письменник кримськотатарського походження.

## Біографія
Саїм Осман Караханн народився 5 лютого 1939 року в районі бея Коиїі міста Констанца, Румунія, в сім'ї вчительки та священнослужителя. Їх пращури емігрували з Криму в Добруджу, тодішньої Османської території під час масової еміграції в 1860-х роках після Кримської війни.
Його батько Саїт Осман був відомим учителем і священнослужителем в Констанці. Дитинство припало на важкі роки Другої світової війни у Бейському районі, де проживали, головним чином, бідні сім'ї.
У 1956 році вступив на навчання до Бухарестського університету на фізико-математичний факультет. Пізніше, однак, був змушений покинути факультет, захворівши на третьому курсі. Після цього він вирішив емігрувати до Туреччини через соціальну дискримінацію, якої він зазнав. 2 квітня 1964 року вирушив на кораблі до Туреччини.
Вступив до Стамбульського технічного університету, але через фінансові проблеми він був змушений покинути навчання через один рік. Пізніше оселився в Анкарі, де знайшов роботу. У 1966—1971 роках навчався на лінгвістичному та історико-географічному факультетах Анкарского університету, закінчив навчання на кафедрі французької мови та літератури.
Одружившись у 1974 році, він оселився в Стамбулі і працював начальником виробничого планування і бухгалтером на заводі до 1990 року. У шлюбі народилося двоє дітей.
В юнацькі роки в Румунії почав працювати і готувати Добруджський кримськотатарський усний словник і через 60 років видав його у 2012 році в трьох томах. Крім цього шедевра Добруджі та інші його дослідження з важливих імен кримськотатарської літератури в Криму були присвячені складанню творів.
Починаючи з 2009 року, керував редакцією журналу «Емель», що розташована в Стамбулі, і редакцією журналу «Бахчисарай».
Володів російською, французькою, турецькою, кримськотатарською мовами та латиною.
Саїм Осман Карахан помер 23 квітня 2015 року в Стамбулі.

## Нагороди та відзнаки
Удостоєний премії Бекіра Сіткі Пастуханзаде 2013 року «за найкращу наукову і науково-методичну роботу в галузі кримськотатарської філології та фольклору», найпрестижнішої культурно-мистецької премії Криму за роботу «Добруджа кримськотатарського усного словника». Того ж року «премія Мехмета Ніязі» була присуджена Саїму Осману Карахану за внесок у розвиток і підтримку кримськотатарської культури, мистецтва та літературних цінностей у Румунії.
25 березня 2015 року був удостоєний членства «Спілки письменників Кримтатар» (Союзу кримськотатарських письменників).

## Книги
- Dobruca Kırım Tatar Ağzı Sözlüğü (2012)
- Dobruca Hikâyeleri (2011)
- Ant Etkenmen — Numan Çelebi Cihan (2002)
- Ocaqay (2015)

### Підготовлені ним книги
- Kırım Hikâyeleri -1 (2016)
- Molla Abbas Frenğistan Diyarında — Ismail Bey Gaspıralı (2014)
- Dobrucada nın Davuşı I-II-III — Mehmet Vani Yurtsever (2003,2013)
- Saylama Eserler I—II — Ismail Ziyaeddin (2013)
- Kültürümüzün Meseleleri — Ahmet-Naci Cafer Ali (2012)
- Türkniñ Öz Qardaşı — Tahsin Ibrahim (2011)
- Qırım — Necip Hacı Fazıl (2011)
- Dobrucada dan — Müstecib Ülküsal (2007)
- Ömürniñ Içinden — Vasfiye Qıpçaq (2004)
- Balalar Içün — Vasfiye Qıpçaq (2004)
- Sagış — Memet Niyazi (2003)

### Переклади
- Kökünden Koparılmış — M. Can Aktaş (2013) (переклад з французької)